# John R. Bolton
John Robert Bolton (født 20. november 1948 i Baltimore, Maryland, USA) er en amerikansk politiker, diplomat og og politisk kommentator. Han har tidligere besiddet forskellige positioner i både Reagan- og Bush-administrationen i slutningen af 80'erne og starten af 90'ernen i USA's udenrigs- og justitsministerie. Ligeledes besad han også forskellige positioner indenfor det amerikanske udenrigsminister under George W. Bush i begyndelsen af 00'ernen, heriblandt var han kortvarigt fra 2005-2006 USA's FN-ambassadør. Bolton var USA's nationale sikkerhedsrådgiver fra 9. april 2018 til 10. september 2019 under Donald Trump. Han blev dog her fyret, som følge af uenighed mellem Trump og Bolton. Han er medlem af det republikanske parti.
Bolton betragtes bredt som en udenrigspolitisk høg, hvor han bl.a. har været en fortaler for militær intervention og regimeskifte i Iran, Syrien, Libyen, Venezuela, Cuba, Yemen og Nordkorea. Hans politiske synspunkter er blevet beskrevet som amerikansk nationalistisk, konservativ, og neokonservativ, omend Bolton selv afviser sidstnævnte beskrivelse.
Bolton blev i marts 2005 udpeget som ny FN-ambassadør for USA, hvilket mødte modstand blandt demokraterne, idet Bolton havde udvist alternativt syn på diplomati og var en skarp kritiker af FN. Ikke desto mindre blev Bolton midlertidigt udpeget som FN-ambassadør i august 2005 (uden godkendelse fra Senatet). Han trådte tilbage i december 2006, og posten blev overtaget midlertidigt af Alejandro Daniel Wolff.
Boltons første handling som FN-ambassadør var at stoppe FN's Millennium-konference, som fokuserede blandt andet på udryddelse af ekstrem fattigdom.[kilde mangler]